# 1893 en football
Cet article présente les faits marquants de l'année 1893 en football.

## Mars
- 13 mars : à Stoke-on-Trent, l’Angleterre bat le Pays de Galles 6-0.
- 26 mars : finale de la 22e FA Challenge Cup (183 inscrits). Wolverhampton Wanderers FC 1, Everton 0. 45 000 spectateurs à Fallowdield.

## Avril
- 1er avril : à Bécon-les-Bruyères, une sélection parisienne Standard A.C. / White-Rovers s’incline 0-3 face aux Anglais de Marylebone.
- 1er avril : à Richmond, l'Angleterre bat l’Écosse : 5-2.
- AB remporte le championnat de Copenhague.
- 15 avril : Sunderland AFC (22 victoires, 4 nuls et 4 défaites) conserve son titre de champion d’Angleterre.
- Celtic FC est champion d’Écosse.
- Fondation à Mulhouse du FC Mulhouse.

## Juillet
- 3 juillet : fondation en Allemagne du Sud de la Süddeutschen Fussball Union.
- Lomas Athletic Club (7 victoires et 1 nul) est champion d’Argentine.

## Septembre
- 2 septembre : le club londonien de Woolwich Arsenal fait ses débuts en Division 2 de la Football League ; c’est un match nul 2-2 à domicile face à Newcastle UFC. Arsenal est le premier club du Sud du pays à rejoindre ce championnat initié par les clubs du Nord et du Centre du royaume.
- 7 septembre : fondation du club italien de Genoa.
- 9 septembre : fondation du club omnisports allemand du VfB Stuttgart.
- 28 septembre : fondation du club portugais du FC Porto.

## Novembre
- 15 novembre : fondation du FC Bâle.

## Naissances
- 14 janvier : Albert Jourda, footballeur français.
- 13 février : Alfréd Schaffer, footballeur hongrois.
- 15 mars : Modesto Valle, footballeur italien.
- 29 mars : Amílcar, footballeur brésilien.
- 3 avril : Frank Roberts, footballeur anglais. († 24 mai 1961).
- 18 avril : Violette Morris, footballeuse française.
- 7 mai : José Vanzzino, footballeur uruguayen.
- 21 mai : Antoine Rouchès, footballeur français.
- 27 août : Fred Morris, footballeur anglais. († 4 juillet 1962).
- 30 octobre : Isidore Odorico, dirigeant français.
- 5 novembre : Raymond Dubly, footballeur français.